# 223P/Skiff
223P/Skiff è una cometa periodica appartenente alla famiglia delle comete gioviane. La cometa è stata scoperta il 17 settembre 2002, due mesi dopo venivano scoperte immagini di prescoperta risalenti fino al 27 luglio 2001.
La sua riscoperta il 15 giugno 2009 da parte degli astrofili Giovanni Sostero, Paul Camilleri, Ernesto Guido e Enrico Prosperi ha permesso di numerarla definitivamente.